# Höhlensteintal

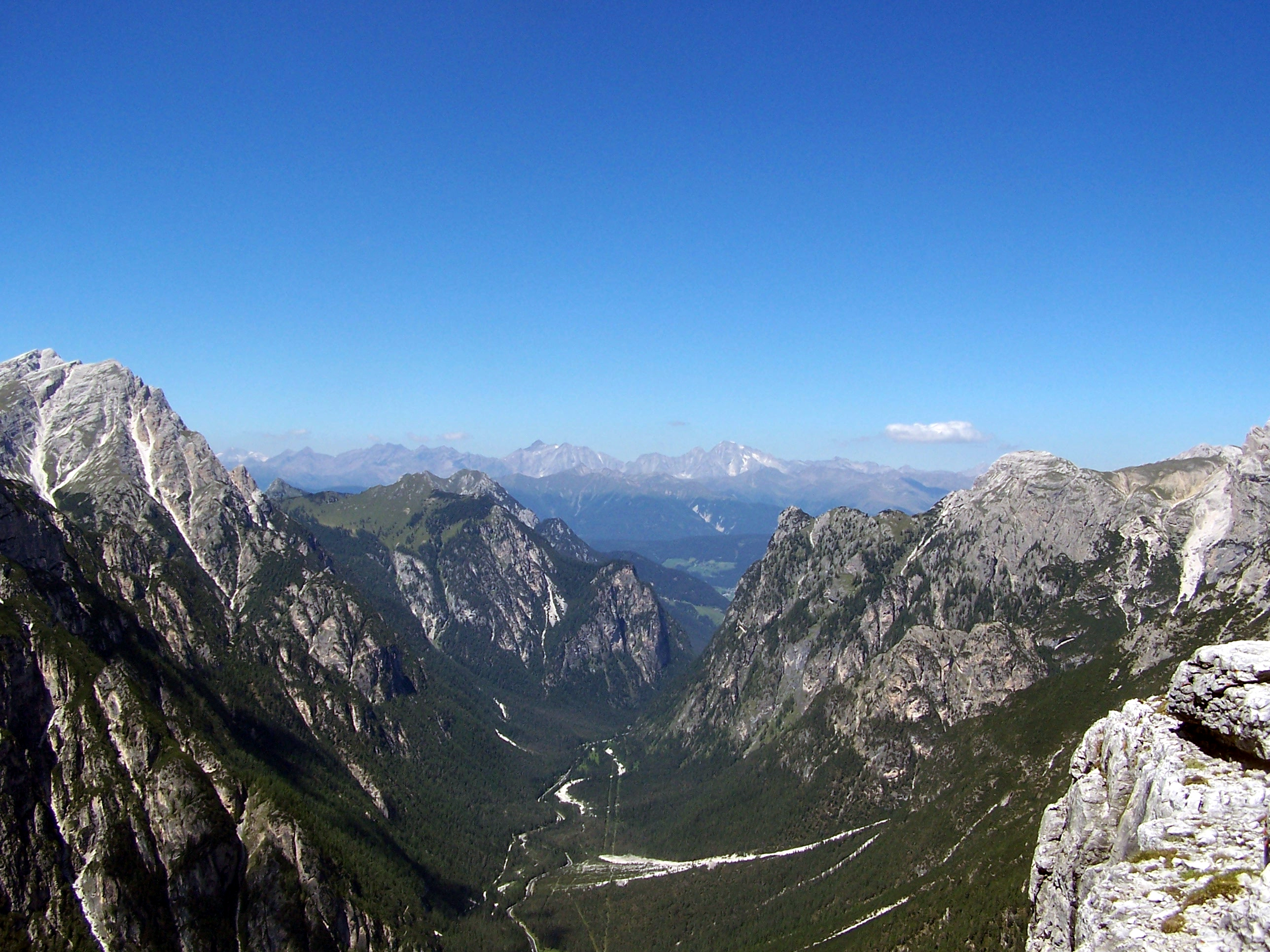
Blick durch das Höhlensteintal Richtung Norden

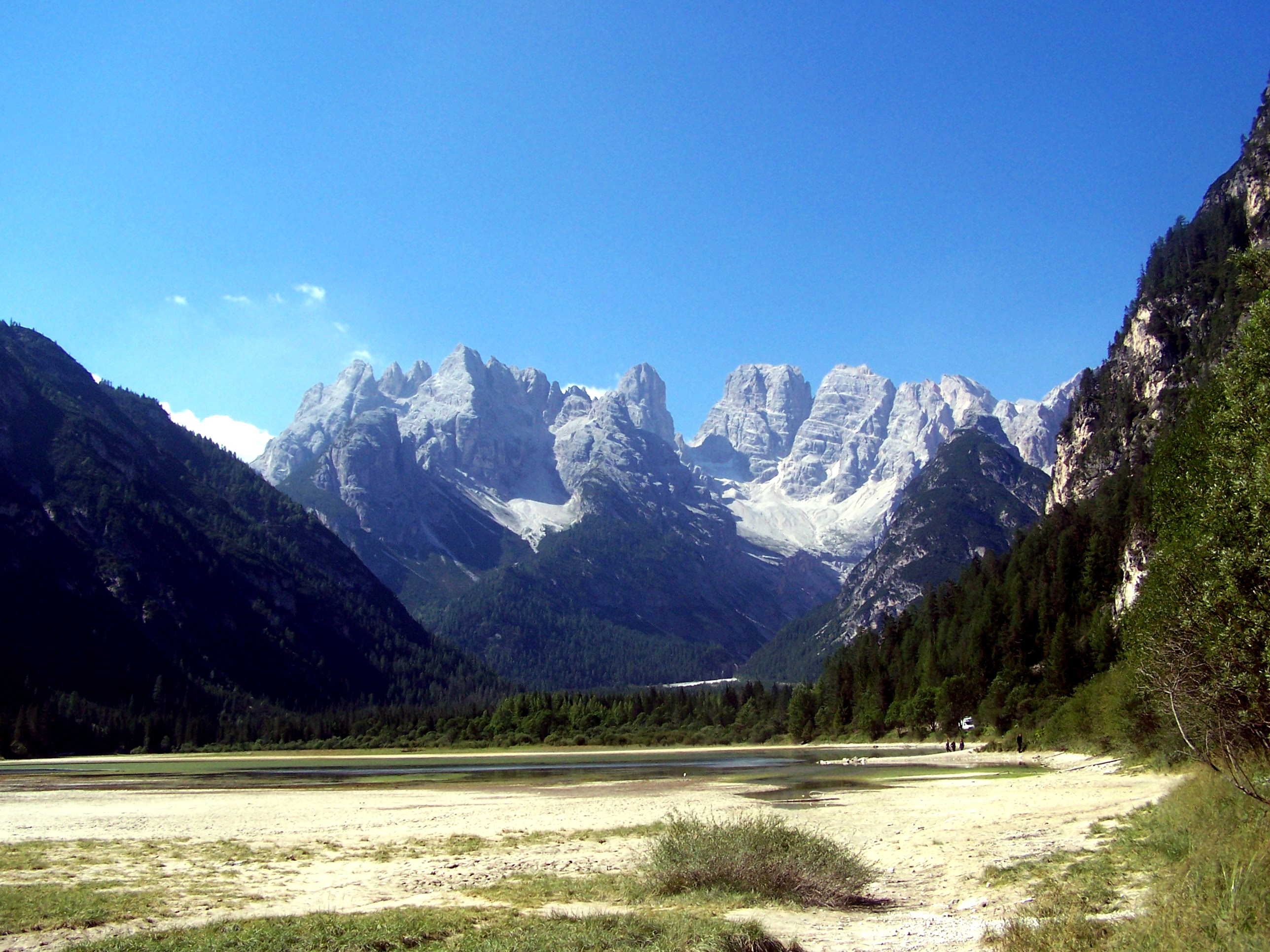
Blick vom Talgrund Richtung Süden auf die Cristallo-Gruppe

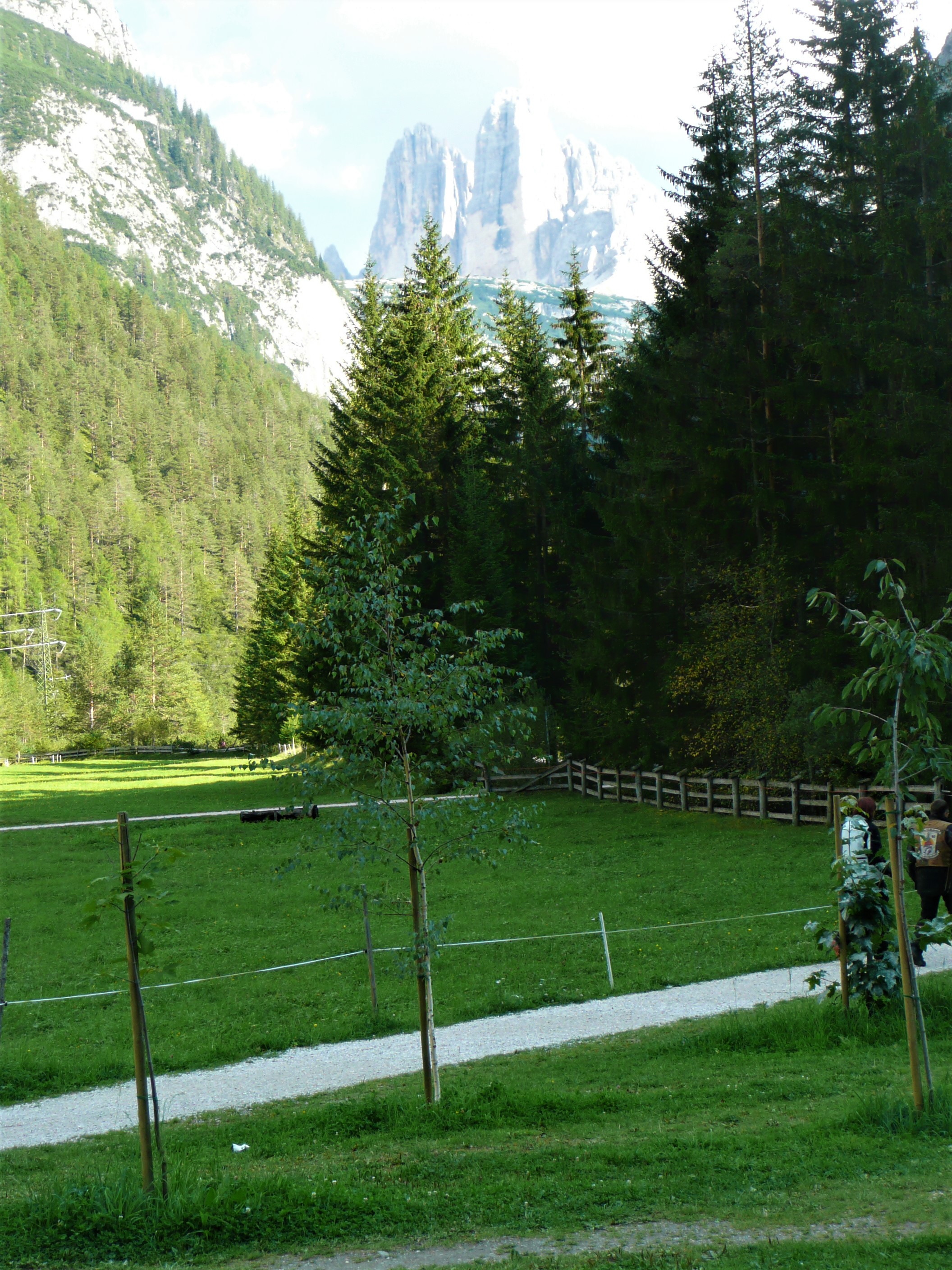
Blick auf die Drei Zinnen vom Talgrund aus (im Vordergrund ist noch die ehemalige Trasse der Dolomitenbahn zu sehen)

Das Höhlensteintal (italienisch Val di Landro) ist ein etwa 15 km langes, von der Rienz durchflossenes Alpen-Tal im Osten von Südtirol (Italien).
Das Höhlensteintal trennt topografisch die Sextner Dolomiten im Osten von den Pragser Dolomiten im Westen. Im Talboden verläuft die Grenze zwischen dem Naturpark Drei Zinnen und dem Naturpark Fanes-Sennes-Prags, womit es praktisch zur Gänze unter Schutz gestellt ist.
Das Tal beginnt am Nordabfall des Monte Cristallo (3216 m) nahe Schluderbach (ca. 1450 m) beim Pass im Gemärk, der nach Cortina hinüberführt. Nach Durchfließen des Dürrensees passiert die Rienz die Dolomiten-Höhle, die dem Tal den Namen gab, und die Talenge zwischen dem Dürrenstein (2839 m) im Westen und dem Haunold (2966 m) im Osten. Im untersten Bereich des Tals liegt der Toblacher See. Am Toblacher Feld mündet das Höhlensteintal ins Pustertal. Für den Kraftverkehr erschlossen ist das Tal durch die SS 51. 
Im Höhlensteintal befinden sich zwei Befestigungsanlagen des Vallo Alpino (Alpenwall in Südtirol). Eine befindet sich um den Toblacher See herum, die andere bei Höhlenstein. Die nördliche Anlage wurde nach 1945 ausgebaut; sie war im NATO-Verteidigungskonzept eingebunden. Spuren dieser Befestigungen existieren heute noch.